# 神津島機場
神津島機場（日语：／ Kouzushima kūkō */?）位於日本東京都神津島村（神津島），根據日本機場整備法分成第三種機場。

## 歷史
- 1992年7月：開始使用。

## 航線
- 新中央航空
  - 調布飛行場

## 如何前往
- 神津島村營巴士
  - 由神津島港出發

## 相關題目
- 日本機場列表
- 機場

## 外部連結
- 神津島村營巴士往神津島港的時間表（日語）